# سارماندیفکا
سارماندیفکا (انگلیسی: Sarmandeyevka) یک شهرک در شهرستان بیژبولیاکسکی باشقیرستان کشور روسیه است.